# روبرت هولاند
روبرت هولاند هو لاعب هوكي الجليد كندي، ولد في 10 سبتمبر 1957 في مونتريال في كندا.

## وصلات خارجية
- روبرت هولاند على موقع دوري الهوكي الوطني (الإنجليزية)
- روبرت هولاند على موقع EliteProspects.com (الإنجليزية)
- روبرت هولاند على موقع HockeyDB.com (الإنجليزية)